# 宇珍
金宇珍（： Kim Woo-Jin，1997年4月8日—），韓國歌手。現為個人歌手。

## 經歷

### 出道前
家中有父母和哥哥。小學到高一期間曾練過劍道。
2013年參加過Fantagio的iTeen徵選，成為JYP娛樂練習生前，曾在SM娛樂當過1年練習生，與NCT是練習生同期。
2017年出演Mnet生存實境節目《Stray Kids》。

### 出道
2018年3月25日透過Showcase「UNVEIL」以Stray Kids成员身份出道，隔日發行首張迷你專輯《I am NOT》。與昇玟、I.N三人是Stray Kids中的Vocal Line。

### 退出Stray Kids
2019年10月28日，JYP娛樂宇珍因個人原因，宣布退出Stray Kids

### 簽約 10x Entertainment正式活動
2020年8月簽約 10x Entertainment。

### 正式出道
2021年8月5日發行迷你專輯《The moment : 未成年, A MINOR.》出道。

## 音樂作品

### 個人音樂作品
- 《The Moment: A Minor》（2021年8月5日）
- 《The Moment: Bounce》（2023年8月30日）
- 《I Like the Way》（2024年4月22日）

## 外部連結
- KimWoojin 官方網站（韓國）
- Kimwoojin的Instagram帳戶
- YouTube上的Kimwoojin頻道
- Kimwoojin Twitter
- Kim Woojin Official TikTok Channel